# American Music Awards de 2018
O American Music Awards de 2018 foi realizado em 9 de outubro de 2018, no Microsoft Theater, em Los Angeles, nos Estados Unidos. A premiação foi transmitida ao vivo pela rede de TV americana ABC, e foi apresentada pela atriz e comediante estadunidense Tracee Ellis Ross. A lista de indicações, anunciada em 12 de setembro, foi liderada por Cardi B e Drake, com oito indicações cada.
As grandes vencedoras da noite foram Taylor Swift e Camila Cabello com com quatro prêmios cada. As cantoras Gladys Knight, Ledisi, Donnie McClurkin, CeCe Winans, e a dupla Mary Mary prestaram homenagem a Aretha Franklin, falecida no mês anterior à cerimonia. Cleopatra Bernard, mãe do rapper XXXTentacion, assassinado no mês de junho, recebeu o prêmio de Melhor Álbum de Soul/R&B, pelo álbum de seu filho 17.
O fato de o grupo Migos e de o rapper Post Malone, ambos artistas de hip hop, terem ganho em categorias de Pop/Rock, bem como o fato de Rihanna ter vencido o prêmio de Cantora de Soul/R&B, sendo que o único lançamento musical em que participou nos 12 meses anteriores ao anúncio das indicações foi na canção "Lemon", do grupo N.E.R.D., e ainda de o álbum ÷, de Ed Sheeran, ter sido indicado ao prêmio de Álbum de Pop/Rock, causou estranheza por parte do público.

## Performances
| Artista                                                                 | Canção | Apresentado por                       |
| ----------------------------------------------------------------------- | --- | ------------------------------------- |
| Taylor Swift                                                            | "I Did Something Bad" | —                                     |
| Twenty One Pilots                                                       | "Jumpsuit" | Amber Heard                           |
| Mariah Carey                                                            | "With You" | Chloe x Halle                         |
| Shawn Mendes Zedd                                                       | "Lost in Japan" | —                                     |
| Ella Mai                                                                | "Boo'd Up" | —                                     |
| Cardi B Bad Bunny J Balvin                                              | "I Like It" | Tracee Ellis Ross                     |
| Benny Blanco Halsey Khalid                                              | "Eastside" | Normani Liza Koshy                    |
| Post Malone Ty Dolla $ign                                               | "Body Like a Back Road" | The Chainsmokers Kelsea Ballerini     |
| Dua Lipa                                                                | "One Kiss" Electricity" | —                                     |
| Jennifer Lopez                                                          | "Limitless" | Vanessa Hudgens                       |
| Camila Cabello                                                          | "Consequences" | —                                     |
| Ciara Missy Elliott                                                     | "Level Up" "Dose" | Tracee Ellis Ross                     |
| Carrie Underwood                                                        | "Spinning Bottles" | Tracee Ellis Ross                     |
| Panic! At the Disco                                                     | "Bohemian Rhapsody" | Rami Malek Joseph Mazzello Gwilym Lee |
| Gladys Knight Ledisi Mary Mary Donnie McClurkin CeCe Winans Ricky Minor | Tributo a Aretha Franklin: "Amazing Grace" "Climbing Higher Mountains" "Mary Don't You Weep" "How I Got Over" "Old Landmark" | Tracee Ellis Ross                     |

Notas
1. ↑  Transmitido ao vivo da Qudos Bank Arena, em Sydney, Austrália.

## Vencedores e indicados
| Artista do Ano (apresentado por Lenny Kravitz) | Artista Revelação do Ano (apresentado por Tyra Banks) |
| --- | --- |
| - Taylor Swift - Drake - Imagine Dragons - Post Malone - Ed Sheeran | - Camila Cabello - Cardi B - Dua Lipa - Khalid - XXXTentacion |
| Cantor de Pop/Rock Favorito (apresentado por Macaulay Culkin) | Cantora de Pop/Rock Favorita |
| - Post Malone - Drake - Ed Sheeran | - Taylor Swift - Camila Cabello - Cardi B |
| Dupla/Grupo de Pop/Rock Favorito (apresentado por Constance Wu e Rita Ora) | Álbum de Pop/Rock Favorito (apresentado por Amandla Stenberg) |
| - Migos - Imagine Dragons - Maroon 5 | - Taylor Swift - reputation - Drake - Scorpion - Ed Sheeran - ÷ (Divide) |
| Canção de Pop/Rock Favorita (apresentado por Ashlee Simpson e Evan Ross) | Cantor de Country Favorito (apresentado por Taran Killam e Leighton Meester) |
| - Camila Cabello com part. de Young Thug - "Havana" - Drake - "God's Plan" - Ed Sheeran - "Perfect" | - Kane Brown - Luke Bryan - Thomas Rhett |
| Cantora de Country Favorita (apresentado por Sara Gilbert e Thomas Rhett) | Dupla/Grupo de Country Favorito |
| - Carrie Underwood - Kelsea Ballerini - Maren Morris | - Florida Georgia Line - Dan + Shay - LANCO |
| Álbum de Country Favorito | Canção de Country Favorita |
| - Kane Brown - Kane Brown - Luke Combs - This One's for You - Thomas Rhett - Life Changes | - Kane Brown - "Heaven" - Dan + Shay - "Tequila" - Bebe Rexha e Florida Georgia Line - "Meant to Be"                                                                                        |
| Artista de Rap/Hip Hop Favorito (apresentado por Florida Georgia Line e Bebe Rexha) | Álbum de Rap/Hip Hop Favorito |
| - Cardi B - Drake - Post Malone | - Post Malone - beerbongs & bentleys - Drake - Scorpion - Lil Uzi Vert - Luv Is Rage 2 |
| Canção de Hip Hop/Rap Favorita | Cantor de Soul/R&B Favorito (apresentado por Busy Phillips e John Stamos) |
| - Cardi B - "Bodak Yellow (Money Moves)" - Drake - "God's Plan" - "Rockstar" - Post Malone featuring 21 Savage | - Khalid - Bruno Mars - The Weeknd |
| Cantora de Soul/R&B Favorita | Álbum de Soul/R&B Favorito (apresentado por Lauren Daigle e Kane Brown) |
| - Rihanna - Ella Mai - SZA | - XXXTentacion - 17 - Khalid - American Teen - SZA - CTRL |
| Canção de Soul/R&B Favorita | Artista de Rock Alternativo Favorito |
| - Bruno Mars e Cardi B - "Finesse" - Khalid - "Young, Dumb & Broke" - Ella Mai - "Boo'd Up" | - Panic! at the Disco - Imagine Dragons - Portugal. The Man |
| Artista Adulto Contemporâneo Favorito (apresentado por Kathryn Hahn e Billy Eichner) | Artista Latino Favorito |
| - Shawn Mendes - P!nk - Ed Sheeran | - Daddy Yankee - J Balvin - Ozuna |
| Artista Inspirador Contemporâneo Favorito | Artista de EDM Favorito |
| - Lauren Daigle - MercyMe - Zach Williams | - Marshmello - The Chainsmokers - Zedd |
| Videoclipe Favorito | Trilha Sonora Favorita |
| - Camila Cabello com part. de Young Thug - "Havana" - Cardi B - "Bodak Yellow (Money Moves)" - Drake - "God's Plan" | - Black Panther - The Greatest Showman - The Fate of the Furious |
| Colaboração do Ano | Turnê do Ano (apresentado por Heidi Klum) |
| - Camila Cabello com part. de Young Thug - "Havana" - Post Malone com part. de 21 Savage - "Rockstar" - - Bruno Mars e Cardi B - "Finesse" - Bebe Rexha e Florida Georgia Line - "Meant to Be" - Zedd, Maren Morris e Grey - "The Middle" | - Taylor Swift - Taylor Swift's Reputation Stadium Tour - Beyoncé & Jay-Z - On the Run II Tour - Bruno Mars - 24K Magic World Tour - Ed Sheeran - ÷ Tour - U2 - Experience + Innocence Tour |
| Artista Social Favorito | |
| - BTS - Cardi B - Ariana Grande - Demi Lovato - Shawn Mendes | |